# Куприна, Нина Павловна
Нина Павловна Куприна (1929—2008) — геоморфолог и геолог-четвертичник, работала в Сибири, на Дальнем Востоке и в Гренландии. Учёный секретарь Советского комитета Международной программы геологической корреляции при Отделении геологии, геофизики и геохимии АН СССР (с 1977).

## Биография
Родилась 29 октября 1929 года в селе Зиновьево, Кромской район Курская область (в дальнейшем Моховое (Кромской район), Орловская область), в семье военных. В дальнейшем семья проживала в районных центрах Орловской, Курской и Воронежской областей.
В 1936—1939 годах начала учиться в Москве, переезжала в города: Чита, Хабаровск и Ленинград (март-июль 1941 года), эвакуирована в Челябинск. С 1942 года жила и училась в Москве.
В 1947—1952 годах училась на Географическом факультете МГУ, окончила кафедру геоморфологии. Участвовала в экспедициях 3 ГГУ Министерства геологии СССР и СОПС АН СССР на Дальнем Востоке (1951).
В сентябре 1952 года начала работать в отделе четвертичной геологии Института геологических наук АН СССР: аспирант, младший научный сотрудник, старший научный сотрудник.
В 1968 году защитила кандидатскую диссертацию по теме: «Стратиграфия и история осадконакопления плейстоценовых отложений Центральной Камчатки»
Работала по стратиграфии и изучению генетических типов четвертичных отложений Сибири, Якутии и Дальнего Востока.
В 1969 году работала на ледниках Гренландии по теме — Происхождение флювиогляциальных отложений материковых оледенений.
В 1970-х годах работала по научной теме в краевой зоне последнего материкового оледенения на Русской равнине.
С 1974 года работала в Советском комитете Международной программы геологической корреляции (МПГК или IGCP) при Отделении геологии, геофизики и геохимии АН СССР в ГИН АН СССР, c 1977 года — штатный учёный секретарь, координировала исследования в рамках этой программы с международными организациями. Владела французским и английским языками. Была в научных командировках в странах: ФРГ (1976), Греция и Турция (1977), Таиланд (1978), Франция (1980—1986).
В 1990 году вышла на пенсию, в 1992 году ушла из ГИН РАН.
Скончалась в 2008 году[уточнить] в Москве, похоронена на Новодевичьем кладбище.

## Семья
Не замужем, детей не имела.
- Отец — Куприн, Павел Тихонович (1908—1942), сотрудник МГБ СССР.
- Мать — Александра Ивановна (1905—2007), работала в военных частях.
- Сестра — Лидия (род. 1927), сотрудник МГБ СССР, редактор Политиздата.

## Награды и премии
- 1986 — Медаль «Ветеран труда»

## Адреса
Проживала с семьёй в Москве по адресу: Фрунзенская набережная, в домах № 10 и № 40.